# 伊藤広規
伊藤 広規（いとう こうき、1954年2月19日 - ）は、東京都足立区出身のベーシスト、音楽プロデューサー。

## 来歴
- 荒川区で運送業を営む家の四人兄弟の三男として誕生。小学校時代、家業のトラックがピアノを積んだ同業他社トラックと接触事故を起こし、傷がつき商品にならなくなったピアノを自宅で引き取ることになる。誰も音楽を習っていない兄弟の中でピアノを習わされたことがきっかけで、少年時代にはピアノ、中学生で吹奏楽部に所属、高校にはドラムス、ギターの演奏を経て、20代前半にバンド仲間からベースがいないことでベースを弾かないかと誘われたことからベースを開始。
- 1977年 - 新川博(Key)、青山純(Ds)、牧野元昭(Gt)とマジカルシティを結成。プロ活動開始。
- 1979年 - 山下達郎に出会う。以降、山下と竹内まりやに関する殆どのレコーディング、ライブ活動に携わる。
- 1990年 - 青山純とのリズムユニット「A・I」結成。セッション録音を開始。
- 1992年 - 松原正樹率いる「TRIFORCE」のメンバーに加入。ライブ活動、アルバムリリース。
- 1997年 - 2月生まれのミュージシャンの会「FEB」を発起。毎年恒例ライブとなる。
- 1999年 - 斉藤和義、小田原豊と「SEVEN」を結成。ライブ活動、アルバムリリース。
- 2002年 - 2002 FIFAワールドカップでの 日本紹介DVD映像音楽を松下誠と制作。
- 2002年 - 山下達郎サポートメンバー9人のバンド「NELSON SUPER PROJECT」でライブ活動、アルバムリリース。
- 2005年 - minkのライブサポートで渡仏し、青山純と日本のミュージシャンで初めてパリコレクションでライブパフォーマンスをする。
- 2007年 - ハイクオリティー、ノンジャンルのバンド「Future Days」始動。
- 2007年 - Future Daysの母体、松下誠とアンビエントプロジェクト「NEBULA」のLIVEを映像やダンスパフォーマンスと組み合わせ、複合音楽として展開はじめる。
- 2007年 - 南沢KAZと2人で アーバンブルースDUO「KK Session」を組み、ライブ活動をはじめる。
- 2008年 - 「NELSON SUPER PROJECT」のセカンドアルバム『Motown+』をリリース。
- 2008年 - 自己レーベルBASS&SONGSを立ち上げる。初のソロアルバム『Sometime Somewhere  Introducing Koki Ito Official Bootlegs vol.1』リリース。
- 2010年 - 森園勝敏、向山テツとアートロックバンド「THLEE OF US」を立ち上げる。
- 2011年 - 東日本大震災の支援のため、「広規チャリティープロジェクト」を立ち上げ、ライブとともに被災地の支援を始める。
- 2011年 - アコースティックユニット「森園・伊藤」を立ち上げ、ライブ活動開始。
- 2012年 - 5月2日 伊藤広規＆His Friends 『RELAXIN‘ AT IWAKI ALIOS』リリース。リリースライブを全国で展開。
- 2012年 - 8月8日 2008年のソロアルバム『Sometime Somewhere』に新曲を加え、再リリース。
- 2012年 - 12月5日 青山純とのA・Iを初アルバム化。
- 2013年 - 「Guitar☆Man」〜日本を音楽で元気に!〜のライブプロデュースを始める。伊藤広規、松下誠による三部作「Water Color・NEBULA ・FUTURE DAYS」CDをリリース。
- 2014年 - 音楽プロデューサーとして札幌の小野健悟とのセッションから生まれた伊藤広規with SPYCE、石垣島のCanae[1]、大阪のTheVeryGoodの3組をプロデュースし、それぞれのCD『SPYCE』、『green drops』、『Nice!!!!!!!!』をリリース。
- 2015年 - 和楽器ポップスユニット菜菜星をプロデュースし、『いちばん星』をリリース。
- 2015年5月6日リリース、尾形和優 with Guitar☆Man S『Ti Amo～希望への光～』をプロデュース[2][3]。

## 主な活動

### バンド活動
- NEBULA
- FUTURE DAYS
- KK Session
- THLEE OF US
- NELSON SUPER PROJECT
- A ! CLOVER
- SEVEN
- FEB
- A・I
- Koki & His Friends
- Koki Tetragon

### レコーディング・ライブ参加
- 山下達郎
- 竹内まりや
- 美空ひばり
- 斉藤和義
- 松任谷由実
- 高中正義
- 大滝詠一
- 井上陽水
- 大貫妙子
- 中島みゆき
- MISIA
- mink
- 今井美樹
- 本田美奈子.
- 佐藤博
- 小曽根真人
- 喜納昌吉
- 松原正樹
- 森園勝敏
- 柳ジョージ
- ジョニー吉長
- B'z
- 織田哲郎
- 下村成二郎
- 財津和夫
- 徳永英明
- 甲斐よしひろ
- 鈴木雅之
- 小林旭
- 松岡直也
- 久石譲
- 松たか子
- 鈴木トオル
- 平井堅
- SMAP
- CHEMISTRY
- TOKIO
- TRF
- Canae
- TM NETWORK
- 雪村いづみ
- 堀江由衣

他多数

### プロデュース
- SPYCE
- Canae
- TheVeryGood
- 菜菜星